# John Gordon Mein
John Gordon Mein (ur. 10 września 1913 w Kentucky, zm. 28 sierpnia 1968 w Ciudad de Guatemala) – amerykański dypomata, pierwszy ambasador Stanów Zjednoczonych, zabity w czasie zamachu dokonanego podczas pełnienia czynnej służby.
Mein służył jako ambasador Stanów Zjednoczonych w Gwatemali w latach 1965-68, w czasie wojny domowej w Gwatemali w której Amerykanie wspierali prawicowe organizacje paramilitarne. W związku z tym w 1967 roku amerykańskie placówki dyplomatyczne stały się celem ataków ze strony lewicowej partyzantki. W styczniu 1968 w zamachach zginęło dwóch amerykańskich doradców wojskowych a przyznające się do ataków Rebelianckie Siły Zbrojne (FAR) oświadczyły, że był to odwet za zamordowanie w 1950 roku miss Gwatemali, podejrzewanej o sympatie komunistyczne. Zamachu na ambasadora USA Johna Gordona Mein FAR dokonało 28 sierpnia 1968 roku, w czasie gdy ambasador jechał do pracy. Zamachowcy planowali porwać Meina ale gdy to się nie powiodło, został przez nich zastrzelony.
John Gordon Mein został pochowany na Cmentarzu Rock Creek w Waszyngtonie.